# Muggiò
Muggiò [muˈdːʒɔ] ist eine lombardische Stadt in der Provinz Monza und Brianza. Die Stadt liegt nordöstlich von Mailand und hat 23.680 Einwohner (Stand 31. Dezember 2023). Die erste urkundliche Erwähnung des Ortes stammt aus dem Jahre 879.
Eng verbunden mit der Stadt ist der Name der Familie Casati, die sich hier im 15. Jahrhundert niederließ.

## Partnerstädte
Seit 2018 ist Munster in Niedersachsen Partnerstadt von Muggiò.